# Чикамо-Біч (Міннесота)
Чикамо-Біч (англ. Chickamaw Beach) — місто (англ. city) в США, в окрузі Кесс штату Міннесота. Населення — 128 осіб (2020).

## Географія
Чикамо-Біч розташоване за координатами 46°44′38″ пн. ш. 94°22′51″ зх. д. / 46.74389° пн. ш. 94.38083° зх. д. (46.743956, -94.380926).  За даними Бюро перепису населення США в 2010 році місто мало площу 6,76 км², з яких 5,76 км² — суходіл та 1,00 км² — водойми.

## Демографія
Згідно з переписом 2010 року, у місті мешкало 114 осіб у 58 домогосподарствах у складі 35 родин. Густота населення становила 17 осіб/км².  Було 111 помешкання (16/км²).
Расовий склад населення:
| - 100,0 % — білих |

До двох чи більше рас належало 0,0 %. Частка іспаномовних становила 1,8 % від усіх жителів.
За віковим діапазоном населення розподілялося таким чином: 10,5 % — особи молодші 18 років, 60,6 % — особи у віці 18—64 років, 28,9 % — особи у віці 65 років та старші. Медіана віку мешканця становила 57,5 року. На 100 осіб жіночої статі у місті припадало 103,6 чоловіків;  на 100 жінок у віці від 18 років та старших — 104,0 чоловіків також старших 18 років.
Середній дохід на одне домашнє господарство  становив 60 713 долари США (медіана — 50 500), а середній дохід на одну сім'ю — 71 419 доларів (медіана — 59 750). За межею бідності перебувало 3,9 % осіб, у тому числі 0,0 % дітей у віці до 18 років та 2,8 % осіб у віці 65 років та старших.
Цивільне працевлаштоване населення становило 62 особи. Основні галузі зайнятості: будівництво — 17,7 %, транспорт — 16,1 %, освіта, охорона здоров'я та соціальна допомога — 16,1 %.